# C/2015 K7 (COIAS)
C/2015 K7 (COIAS) は、2015年に撮影された画像から2024年に最初に発見されて報告・公表された彗星である。すばる望遠鏡が撮影したアーカイブ画像から太陽系小天体を探す日本の市民科学プロジェクトであるCOIASのユーザーによって発見された初めての彗星である。

## 発見の経緯
2023年7月に公開されたウェブアプリケーション「COIAS」では、2014年から2021年にかけてすばる望遠鏡で行われたHSC戦略枠プログラム (HSC-SSP)で撮影され、データリリースとしてパブリックになっている画像を使って、未発見の小惑星や彗星を捜索することができる。
COIASで新天体を捜索していたユーザーの1人が「COIASで解析した2015年5月17日と5月21日に撮影された画像に写っている天体に、彗星のような活動が見える」と2024年11月26日に、COIAS開発チーム代表の浦川聖太郞（日本スペースガード協会）に連絡した。その後5月26日に撮影された画像にもこの天体が見つかった。浦川はこの天体の彗星状の外観について12月11日に小惑星センター (MPC) に通報し、コマや尾の大きさ・長さについて12月14日に報告した。
報告後、この天体が彗星候補として小惑星センターのPCCP (Possible Comet Confirmation Page) に掲載されると、公開されている世界中の天文台の画像などからプレカバリーと呼ばれる、撮影された画像に写っているも気づかれなかった観測がないかアマチュア・研究者による捜索が行われた。
アメリカ・カリフォルニア州のシミバレー在住のアマチュア天文家サム・ディーンは、チリのセロ・トロロ汎米天文台にある口径 4 m のビクター・M・ブランコ望遠鏡に搭載された DECam が2013年5月に撮影した画像からこの天体を発見し、このうち5月6日の画像ではわずかなコマを見せていることを発見した。さらに彼は、すばる望遠鏡と同じハワイのマウナケア山頂にあるカナダ・フランス・ハワイ望遠鏡でブレット・J・グラドマンが2014年2月と3月に撮影した画像からも彗星活動を見せるこの天体を発見したほか、COIASで解析された複数日の画像の撮影日の間である2015年5月23日のすばる望遠鏡の画像からもこの天体を発見した。
また、ウェスタンオンタリオ大学のロバート・ワークは、ハワイ・マウイ島のハレアカラ山頂にある Pan-STARRS1 で2015年3月から4月にかけて撮影した画像からこの天体を発見したが、口径 1.8 m のこの望遠鏡で撮影された像は彗星活動の有無を判断できないほど淡かった。
こうして808日（2.21年）におよぶ観測期間から合計59件の観測データが集まり、2024年12月23日に小惑星センターから小惑星電子回報 (MPEC) 2024-Y66号から発見が正式に公表され、翌12月24日には国際天文学連合の天文電報中央局よりCBET5482号より発見がアナウンスされた。その後、12月26日に発見の詳細をさらに詳しく改訂したCBET5484号がアナウンスされている。そして2025年1月15日付で小惑星センターが発行した小惑星回報「MPC 179377」でも公表された。

## 特徴
観測された2013年から2015年にかけては C/2015 K7 (COIAS) は太陽から 10 au 近く離れた位置にあったが、それでも彗星活動が観測されており、こうした遠方での彗星活動の観測は貴重な成果となった。ここまでの遠方では水や二酸化炭素を昇華させるだけの太陽の熱が届かず、一酸化炭素の氷が昇華することで彗星活動が起こっていると推測されている。また、すばる望遠鏡による観測から発見された彗星としても、P/2018 V5 (Trujillo-Sheppard) など数例しかないケースの1つとなった。また、近日点距離が土星の平均軌道長半径（約9.55 au）を上回る彗星は2025年4月時点で11個しかなく、C/2015 K7 の近日点距離は7番目に大きい。
2013年2月の近日点通過後、二度と太陽に近づかず太陽系から離れ続ける双曲線軌道を描いており、公表された2024年末時点ではすでに太陽から約 23 au 離れた位置にあり、見かけの等級は28.6等級になっていると推定され、およそ27等級まで撮影できる世界最大級の望遠鏡であるすばる望遠鏡で観測可能な限界等級をも下回っている。国際天文学連合による彗星の命名ガイドラインでは、発見画像の観測から何年も経過し、かつ今後の観測が見込めない彗星には命名しないとされており、C/2015 K7 にも発見当初固有名は命名されなかった。その後、2025年4月5日に国際天文学連合の小天体命名ワーキンググループ (WGSBN) によって、COIAS彗星と命名されたことが発表された。
2014年6月27日に、土星から 1.257 au の距離にまで接近した。